# Азербайджанский государственный музей музыкальной культуры
Азербайджанский государственный музей музыкальной культуры (азерб. Azərbaycan Musiqi Mədəniyyəti Dövlət Muzeyi) — музей Баку. Занимается собиранием, хранением, изучением и популяризацией материалов, связанных с музыкальной историей Азербайджана.

## История
Музей был создан в Баку в 1967 году. До 1996 года находился в Ичери-шехер, в бывшем караван-сарае на ул. Хагигат Рзаевой, 9. В 1996—2015 годах находился в здании по адресу ул. Рашида Бейбутова, 5. В 2015 году переехал в Музейный центр по адресу проспект Нефтяников, 123а.
С 1996 года при музее функционирует Ансамбль старинных восточных инструментов.
С 1988 года директором музея является кандидат искусствоведения, заслуженный работник культуры Азербайджана Алла Гаджиагаевна Байрамова.

## Экспонаты
В фонде музея собрано более 56 000 экспонатов. Среди них такие национальные музыкальные инструменты как тар, кяманча, саз, гавал, гоша нагара, зурна, най, необычные инструменты вроде аса-тар, аса-саз, граммофоны, патефоны, грампластинки, авторские нотные рукописи, звукозаписи, афиши, программы, фотографии, произведения изобразительного искусства, ноты, книги и прочие экспонаты.
В музее хранятся инструменты, принадлежавшие Узеиру Гаджибекову, Бюльбюлю, Кара Караеву, Фикрету Амирову.
Помимо азербайджанских музыкальных инструментов имеется и коллекция музыкальных инструментов разных народов мира.

## Деятельность
В 2012 году музей участвовал в международном фестивале музеев «Интермузей-2012» в Москве, где был удостоен диплома за развитие международного музейного сотрудничества.
6 декабря 2023 года в музее проведено мероприятие в честь 130-летия первой азербайджанской пианистки Хадиджи Гаибовой.

## Филиалы
- Постоянная экспозиция азербайджанских народных инструментов (Баку, ул. Зяргярпалан, 119);
- Квартира-музей Ниязи (Баку, пр. Бюльбюля, 21);
- Квартира-музей Вагифа Мустафазаде (Баку, пер. В. Мустафазаде, 4);
- Квартира-музей Кара Караева (Баку, ул. Низами, 47/49).